# Y 6100
,
Les Y 6100 sont d’anciens locotracteurs diesel-électriques de la SNCF.

## Description
Ces locotracteurs sont une reconstruction effectuée en 1948 par les ateliers Brissonneau et Lotz de Creil, sur la base de locotracteurs Crochat pétroléo-électriques livrés à l'artillerie lourde sur voie ferrée (ALVF) en 1917.
Les principaux travaux de transformation et de modernisation ont porté sur la réparation et le renforcement du châssis, la remise en état de la transmission électrique Thomson, le montage d’un moteur diesel Renault en remplacement du moteur à essence d’origine, l’installation du freinage pneumatique et la construction d’une cabine et ses capots. La caisse et son équipement est très semblable aux Y 6200.
Sept exemplaires identiques sont également livrés à l’Armée française, avec l’immatriculation GM 1 à 7 (GM pour Génie militaire).
Les derniers exemplaires encore à l’inventaire de la SNCF sont radiés vers 1960, et certains sont revendus à des entreprises privées.

## Livrée
La livrée des Y 6100 après reconstruction est verte en extérieur 306 pour la caisse, le châssis est en noir et les traverses de choc en rouge vermillon 605 avec des marquages blancs.

## Engins sauvegardés
- Y 61XX (numérotation inconnue) : train touristique de Puisaye-Forterre[4] ;
- Y 61XX (numérotation inconnue) : musée de l'ancienne malterie de Champagne à La Chapelle-Saint-Luc[5].

## Modélisme
Ce locotracteur a été reproduit en kit de laiton et de bronze à l'échelle 1:87 (HO) à monter, par la firme artisanale Rotomagus.